# 보문저수지

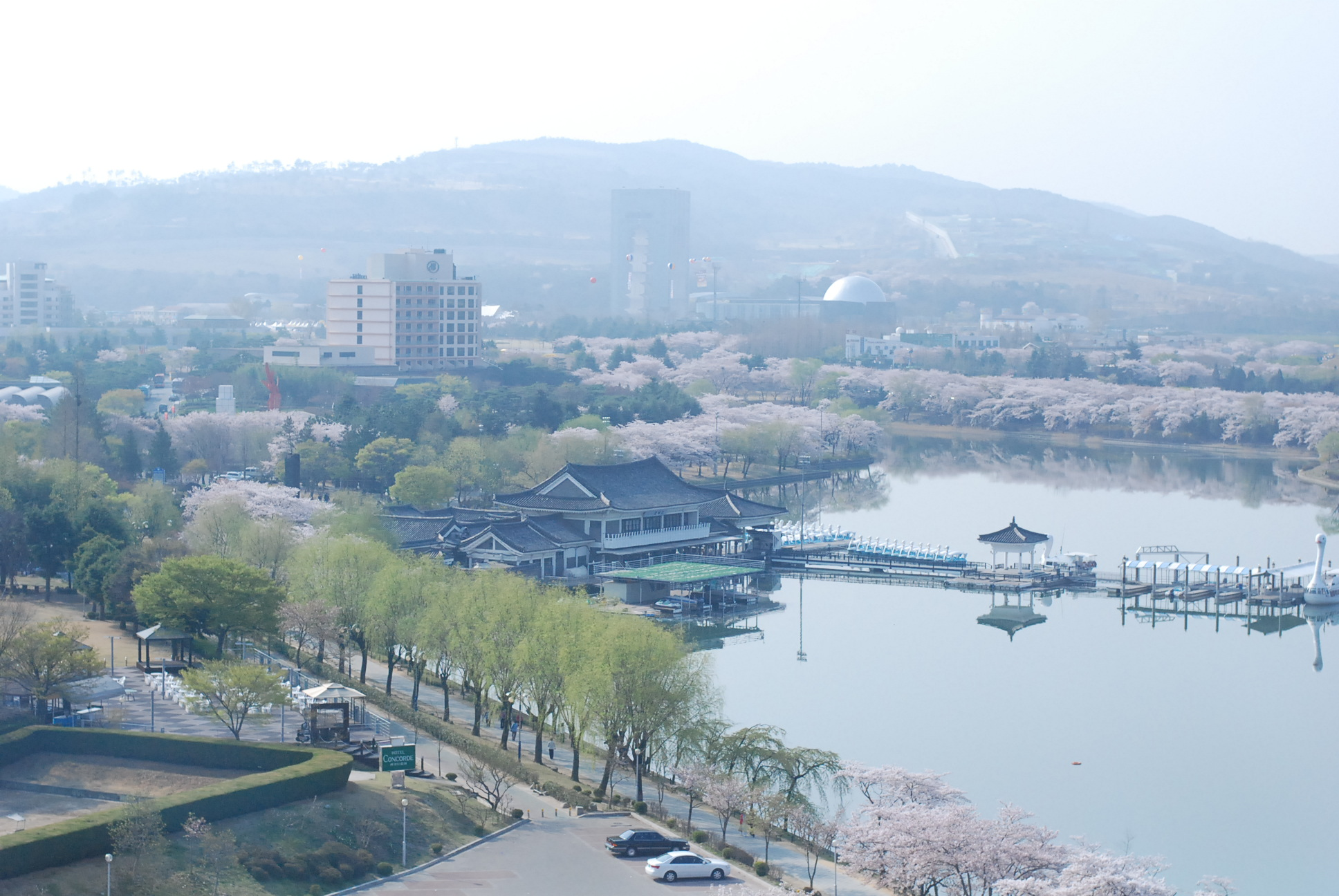
보문저수지의 봄

보문저수지(普門貯水池)는 경주보문관광단지 개발계획에 따라 경주시 동쪽 명활산 옛 성터 아래에 만들어진 50만 평 규모의 인공호수이다. 보문호(普門湖)라고도 한다. 주위에는 국제적 규모의 호텔과 경주 월드 등의 각종 위락시설과 공원시설이 잘 갖추어져 있다. 보문저수지 주변에는 산책로와 자전거길이 잘 단장되어 하이킹코스로 이용되고 있다.

## 저수지 규모
- 저수지 면적[1]: 169만5485㎡
- 유역면적: 2,388ha
- 저수량[1]: 9,855천m3
- 관개면적: 1,086ha

## 시설 제원
- 댐 형식: 흙댐 (필댐)
- 길이: 308m, 높이 22m
- 물넘이: 측수로식, 길이 161m, 월류수심 : 2.0m

## 같이 보기
- 경감로 (국도 제4호선)
- 보문로
- 보덕동
- 덕동천